# Étoricoxib
L'étoricoxib est un nouveau coxib. 
Aux États-Unis, la FDA exige des données supplémentaires concernant la sécurité et l'efficacité de l'étoricoxib avant d'autoriser sa mise sur le marché. 
Le médicament est enregistré dans certains pays d'Europe, par exemple, la Grande-Bretagne, la Belgique (Arcoxia).
En France, son autorisation de mise sur le marché a été prononcée en commission d'AMM par la haute autorité de santé, le 28 août 2008.